# Berg (bergisches Grafengeschlecht)

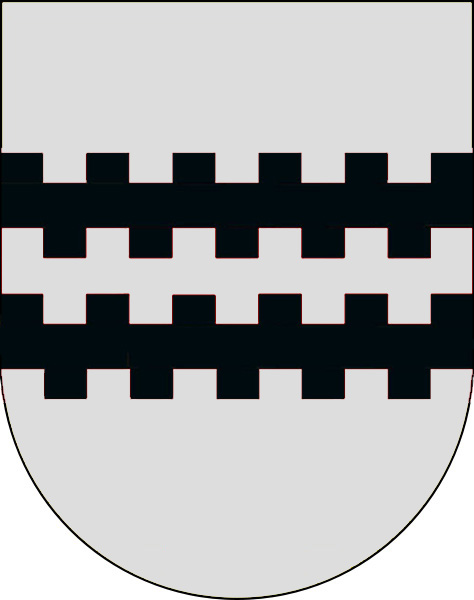
Stammwappen des ersten Grafenhauses von Berg

Berg (lateinisch Monte) ist der Name des 1225 erloschenen ersten Grafenhauses der Grafschaft Berg.

## Hauptlinie
Zu den frühesten Nachweisen des Geschlechts zählt eine Urkunde von Kaiser Heinrich IV. aus dem Jahr 1101, die mit Adolf de Monte comites den ersten heute bekannten Grafen von Berg, Adolf I. (* um 1045; † 1106), erwähnt. Stammsitz des Geschlechts war Burg Berge in Altenberg, später das Schloss Burg in Burg an der Wupper.

### Sitze

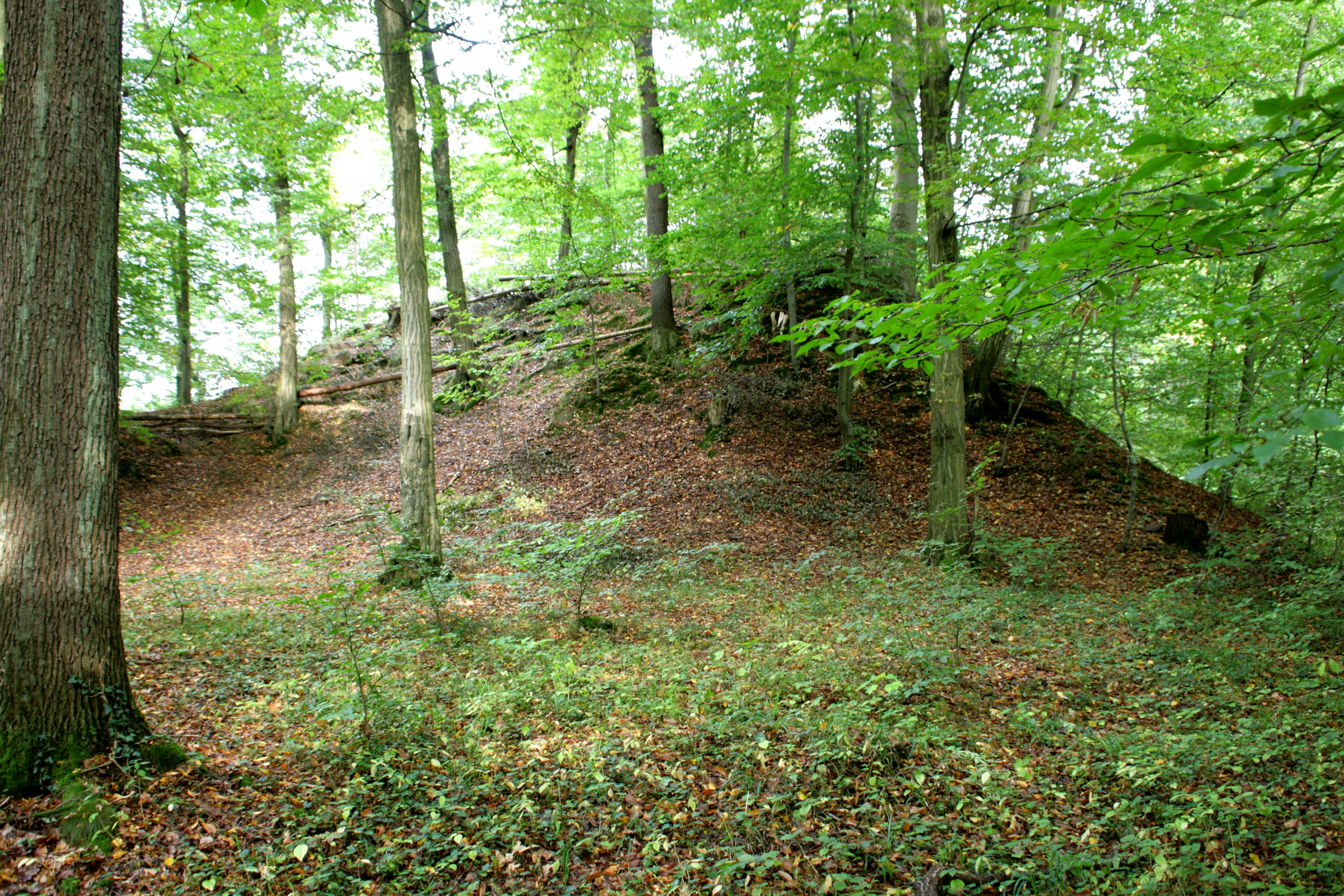
Burg Berge in Altenberg
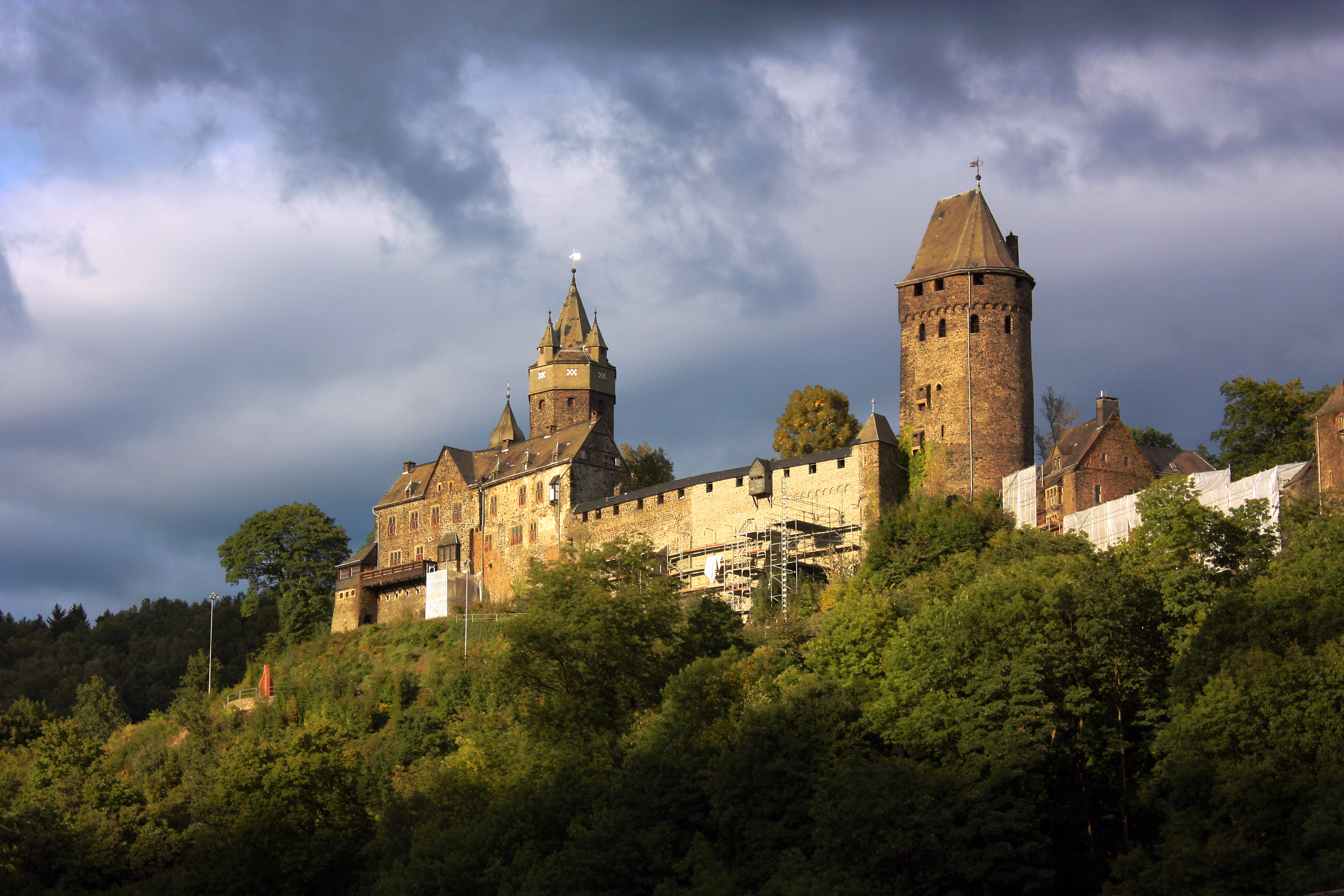
Burg Altena an der Lenne
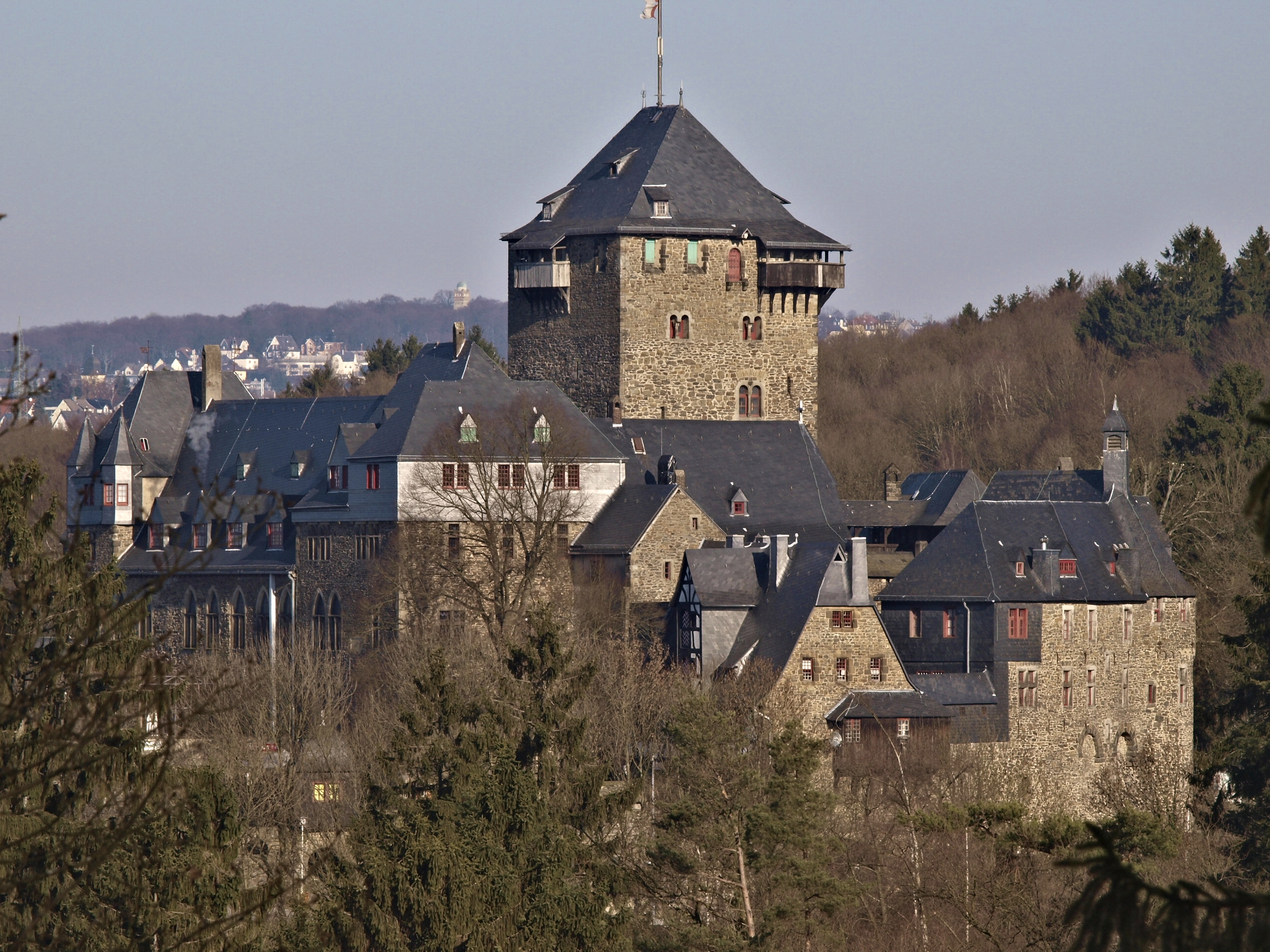
Schloss Burg

### Genealogie
1. Adolf I. von Berg (Adolf de Monte comites) (* um 1045; † 1106) ⚭ Adelheid von Lauffen
  1. Adolf II. von Berg (* 1090er; † 1160–1170), 1. Ehe: Adelheid von Arnsberg, Tochter des Grafen Heinrich von Rietberg, Mutter von Adolf. 2. Ehe: Irmgard von Wasserburg, Tochter des Engelbert von Schwarzenberg, Mutter der übrigen Kinder.
    1. Adolf (* 1120–1125; † 1148) vor Damaskus
    2. Eberhard I. von Berg-Altena († 1180); Nachkommen siehe Linie Altena
    3. Friedrich II. von Berg (* um 1120; † 1158), Erzbischof von Köln
    4. Engelbert I. von Berg († 1189) auf einem Kreuzzug ⚭ Margarete von Geldern, Tochter des Grafen Heinrich I.
      1. Adolf III. von Berg († 1218) vor Damiette ⚭ Bertha von Sayn
        1. Irmgard von Berg ⚭ Heinrich IV. von Limburg (* um 1200; † 1246); Nachkommen siehe Haus Limburg in der Grafschaft Berg

      2. Engelbert I. von Köln (* um 1185; † 1225), Erzbischof von Köln
      3. eine namentlich nicht bekannte Tochter (möglicherweise namens Gisela), die 1225 als Nonne im Kloster Oelinghausen bei Arnsberg nachweisbar ist

    5. Bruno III. von Berg (* um 1155; † um 1200), Erzbischof von Köln
    6. Adolf (* kaum vor 1148 und spätestens 1150; urkundlich 1192–1197; † unbekannt)

  2. Everhard von Berg (* 1090er; † 1142–1152), Abt des Klosters Georgenthal
  3. Bruno II. von Berg (* 1090er; † 1137), Erzbischof von Köln
  4. Gisela, vermutete Tochter, ⚭ Sizzo III., Graf von Schwarzburg († 1160)

## Linie Altena

### Entwicklung
Das Gebiet der späteren Grafschaft Altena mit der Burg Altena über der Stadt Altena an der Lenne gehörte vermutlich seit der Heirat von Adolf II. von Berg, dem Sohn Adolfs I. von Berg, mit Adelheid von Arnsberg in den 1120er Jahren zur Grafschaft Berg. Somit hatte das Haus Berg seine Besitzungen in das Gebiet des heutigen Ruhrgebiets und des Sauerlandes ausgedehnt. Adolf II. ließ 1152 die Burg Altena ausbauen und war auch der Gründer von Schloss Burg. 1133 wurde von ihm die alte Stammburg der Grafen von Berg, die Burg Berge in Odenthal-Altenberg, an den Zisterzienser-Orden übergeben, der dort die Abtei Altenberg errichtete, wo er 1160 Mönch wurde und 1170 starb.
Adolf II. von Berg hatte mehrere Söhne, u. a. Engelbert I. von Berg († 1189), der die Hauptlinie Berg (siehe oben) weiterführte, und Eberhard I. von Berg-Altena († 1180), auf den die Linie Altena zurückgeht. Aus einer Erbteilung zwischen den beiden Brüdern im Jahr 1161 entstand Eberhards Grafschaft Altena mit Burg Altena als dem namengebenden Hauptsitz. Diese Grafschaft Altena wurde ab 1180 in einer erneuten Erbteilung zwischen Eberhards Söhnen Arnold von Altena und Friedrich von Berg-Altena aufgeteilt.

### Genealogie
1. Eberhard I. von Berg-Altena († 1180)
  1. Arnold von Altena (* 1150; † 1209), Erbauer der Isenburg, ⚭ Mechtild zu Styrum; Nachkommen siehe Zweig Altena-Isenberg-Limburg
  2. Friedrich von Berg-Altena († 1198), Nachkommen siehe Zweig Altena-Mark
  3. Adolf von Altena (* um 1157; † 1220), Erzbischof von Köln
  4. Tochter Oda († 1224), verheiratet mit Simon von Tecklenburg

## Zweig Altena-Isenberg-Limburg

### Entwicklung
Arnold von Altena, der ältere Sohn Eberhards, ließ die Isenburg bei Hattingen errichten und begründete die Linie Isenberg, zu deren Besitz das Gebiet der späteren Grafschaft Limburg gehörte. Arnolds Sohn aus der Ehe mit Mechtild zu Styrum war Friedrich von Isenberg, der 1225 einen Überfall auf seinen Onkel 2. Grades, den Erzbischof Engelbert I. von Köln, anzettelte, bei dem dieser erschlagen wurde. Dafür wurde Friedrich hingerichtet. Dessen Sohn, Graf Dietrich von Altena-Isenberg (* um 1215; † 1301), setzte mit Hilfe seines Onkels, Herzog Heinrich IV. von Limburg, der durch Engelberts Tod Graf von Berg wurde, seine Erbansprüche in den Isenberger Wirren militärisch durch und erhielt 1242 einen kleinen Teil des väterlichen Territoriums zwischen Ruhr, Lenne und Hönne. Er nannte sein dortiges Schloss Limburg und sich selbst danach auch Graf von Limburg, in Erinnerung an die Familie seiner Mutter Sophie aus dem Hause der Herzöge von Limburg und Niederlothringen, vielleicht auch zur vorsorglichen Begründung von Erbansprüchen. Denn das Herzoghaus erlosch 1283, was den Limburger Erbfolgestreit auslöste, in den Dietrich verwickelt war. Herzog Johann I. von Brabant stürmte dabei 1288 die Hohenlimburg und zwang Dietrich mit seiner Familie zur Flucht nach Styrum, wo dieser gemeinsam mit seinem Sohn Eberhard ein altes königliches Hofgut besaß, auf dem er 1289 ein erstes Burghaus mit Befestigung errichtete, das Schloss Styrum. In der Herrschaft Styrum und auf Schloss Broich bildeten sich im 13. und 14. Jahrhundert die Nebenlinien der Grafen von Limburg-Stirum und der Grafen von Limburg-Broich (letztere 1372 erloschen).

### Sitze

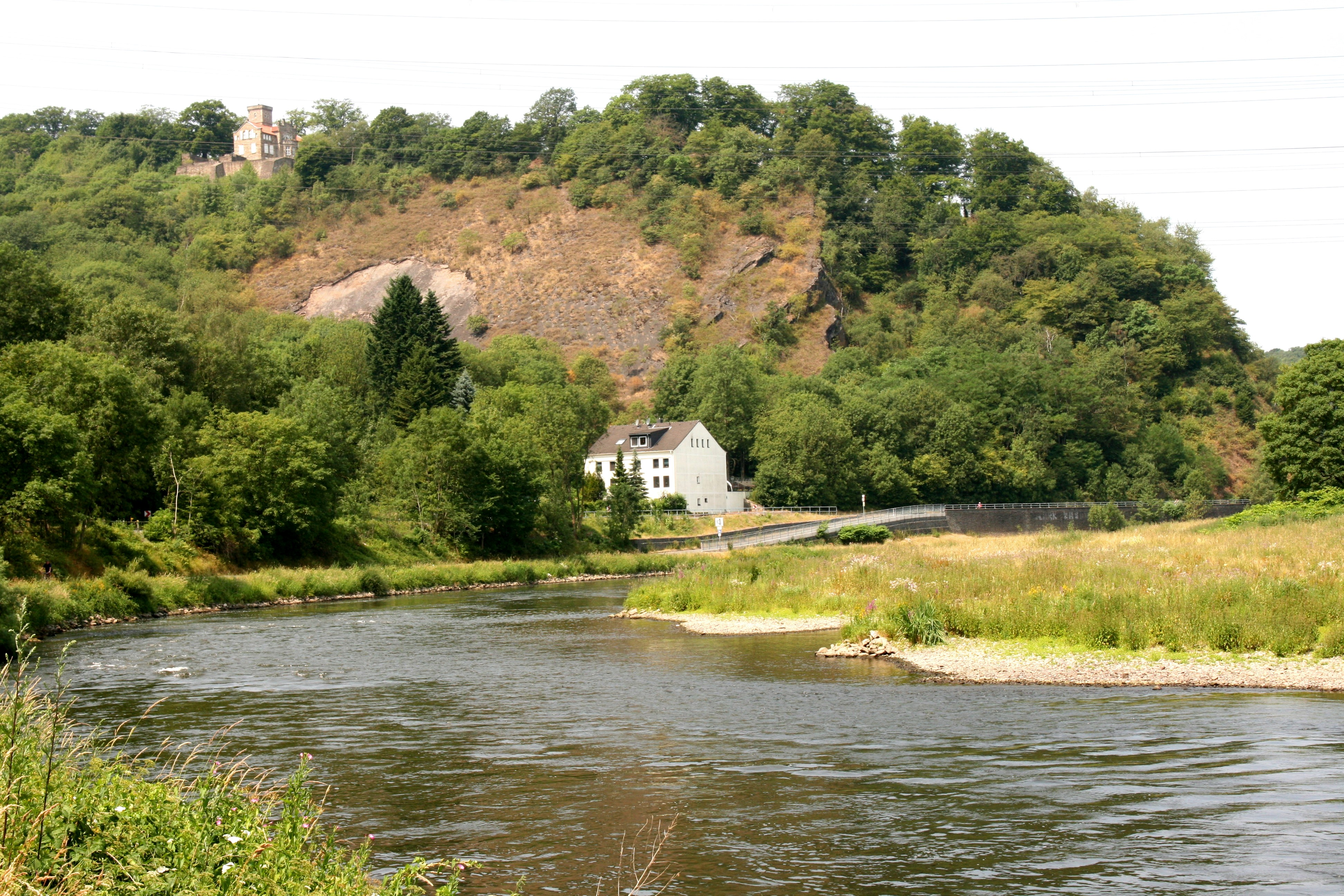
Blick auf den Isenberg mit der Ruine Isenburg
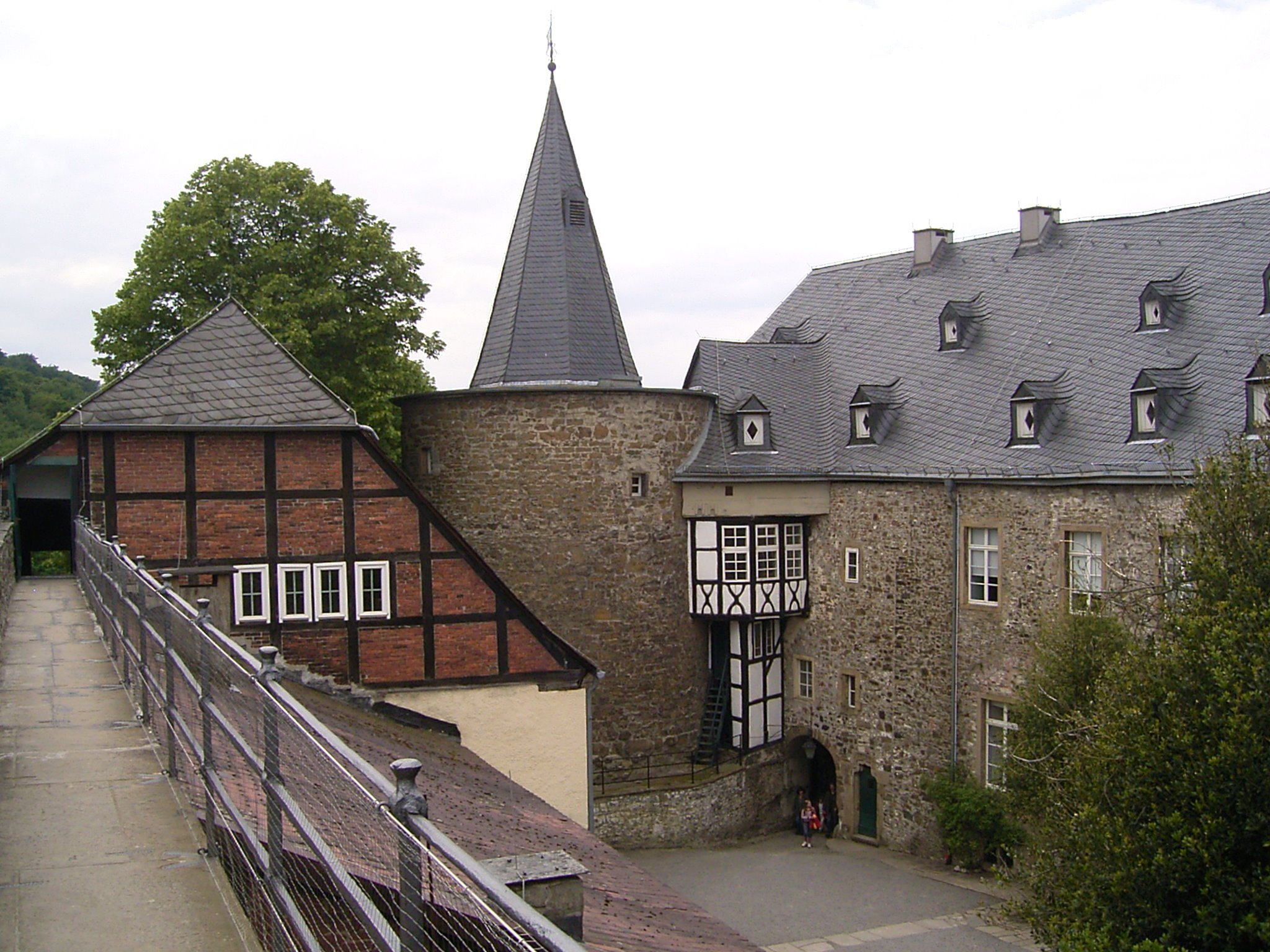
Schloss Hohenlimburg bei Hagen, Residenz der Grafschaft Limburg
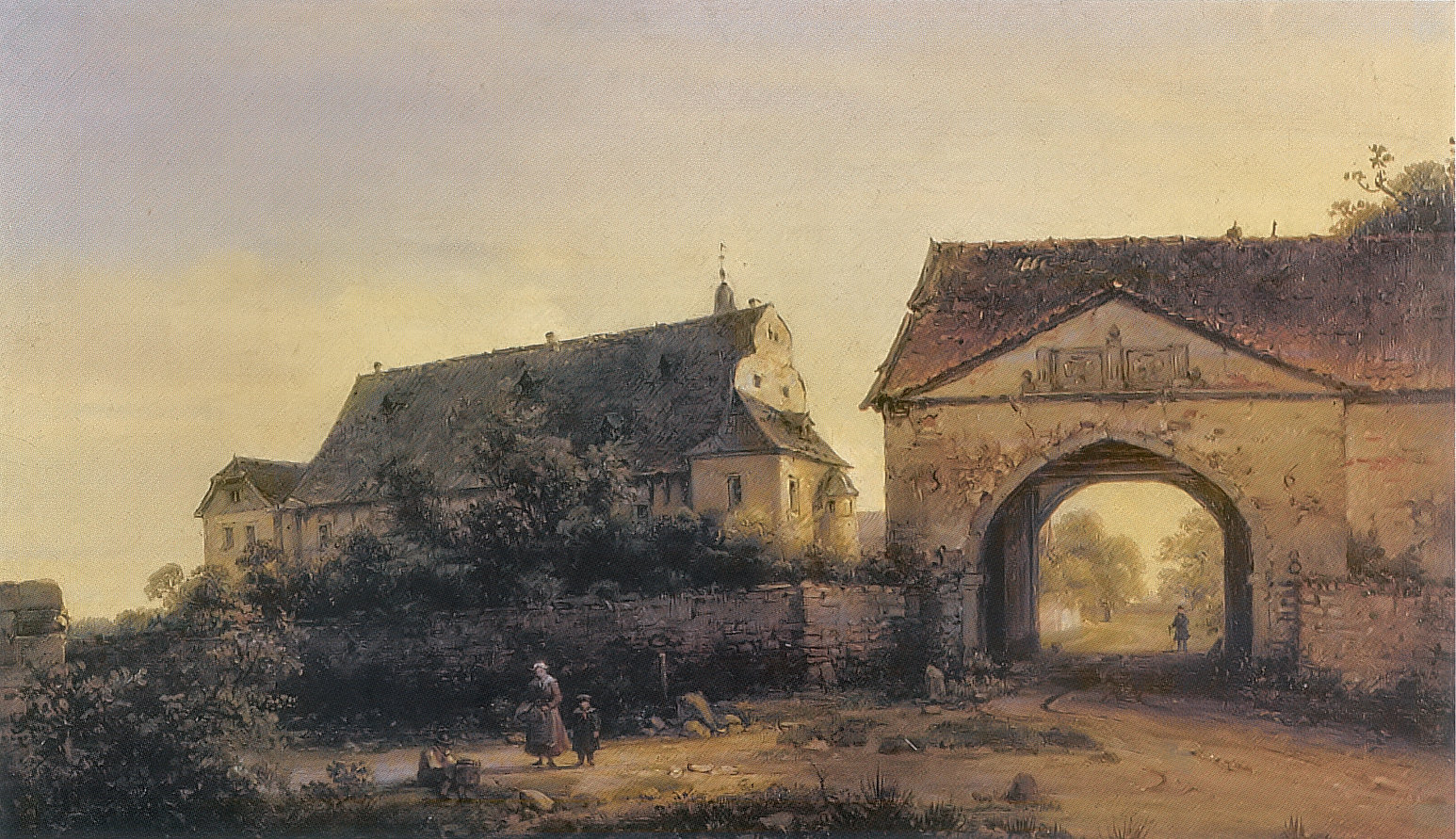
Schloss Styrum, Sitz der Herrschaft Styrum, des Zweiges Limburg-Styrum (bis 1806)
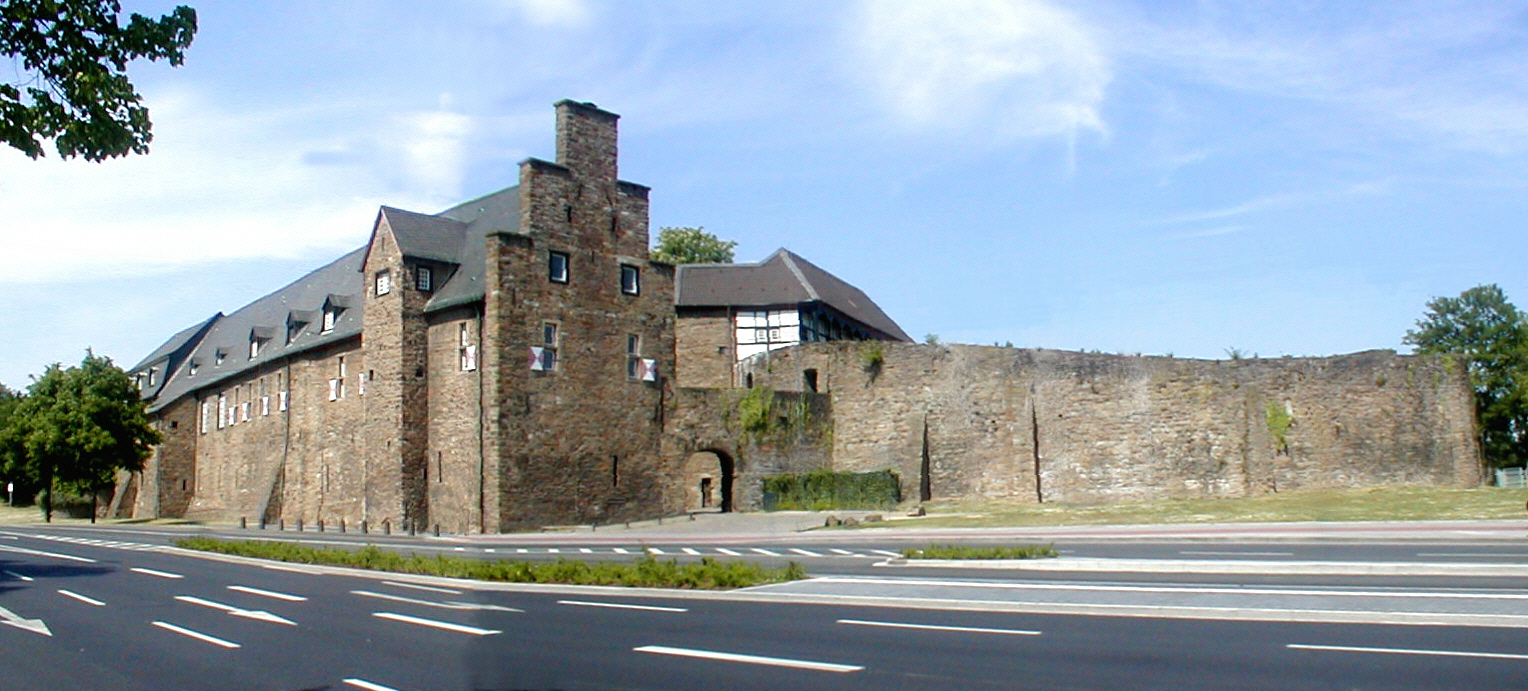
Schloss Broich, Sitz der Herrschaft Broich des Zweiges Limburg-Broich

### Genealogie
1. Arnold von Altena (* 1150; † 1209), Errichter der Isenburg, ⚭ Mechtild zu Styrum
  1. Eberhard II. von Altena und Isenberg († 1209)
  2. Friedrich von Isenberg (* um 1193; † 1226), ⚭ Sophie von Limburg
    1. Dietrich von Altena-Isenberg (* um 1215; † 1301), ⚭ Adelheid von Sayn, Begründer der Linie der Grafen von Limburg und Limburg-Stirum
    2. Friedrich von Altena (1243 urkundlich verbrieft)
    3. Agnes von Altena, ⚭ Burchard III. von Broich
    4. Sophie von Altena, ⚭ Heinrich von Volmestein
    5. Elisabeth von Altena, ⚭ Dietrich von Mörs
    6. namentlich unbekannte Tochter, ⚭ Johann I. von Sponheim und Sayn

  3. Dietrich von Isenberg († 1226), Bischof von Münster
  4. Engelbert von Isenberg, Bischof von Osnabrück († 1250)
  5. Philipp von Altena, Priester in Köln († 1264/1266)
  6. Bruno von Altena, Bischof von Osnabrück († 1258)
  7. Gottfried von Altena, Priester in Münster († 1246)
  8. Adolf von Holte († 1260), ⚭ Elisabeth von Arnsberg († nach 1260)
    1. Heinrich von Holte, Prior in Köln (erwähnt 1261, 1289)
    2. Arnold von Holte, Priester (erwähnt 1266)
    3. Wilhelm von Holte, Priester (erwähnt 1281)
    4. Mechthild von Holte, Erbin von Holte und Morenhoven (* um 1220; † 1304), ⚭ Gerhard von Arberg, Burggraf von Köln († 1267)
    5. Heilwig (erwähnt 1237, 1246), ⚭ Willem I. van Horne († nach 1264)
    6. Christina (erwähnt 1257), ⚭ Alberto Schalle

  9. Wilhelm von Isenberg
    1. Wilhelm (erwähnt 1275), ⚭ Christina (Name ansonsten nicht bekannt)

  10. eine namentlich unbekannte Tochter, ⚭ Hermann von Altena

## Zweig Altena-Mark

### Entwicklung
Friedrich von Berg-Altena, der jüngere Sohn Eberhards I., erwarb um 1170 den Oberhof Mark, in dessen Nähe er die Burg Mark errichten ließ, nach der sein Sohn sich Graf Adolf I. von der Mark benannte, der auch die Burg Nienbrügge und die Burg Hövel besaß und den Zweig der Grafen von der Mark begründete.

### Sitze

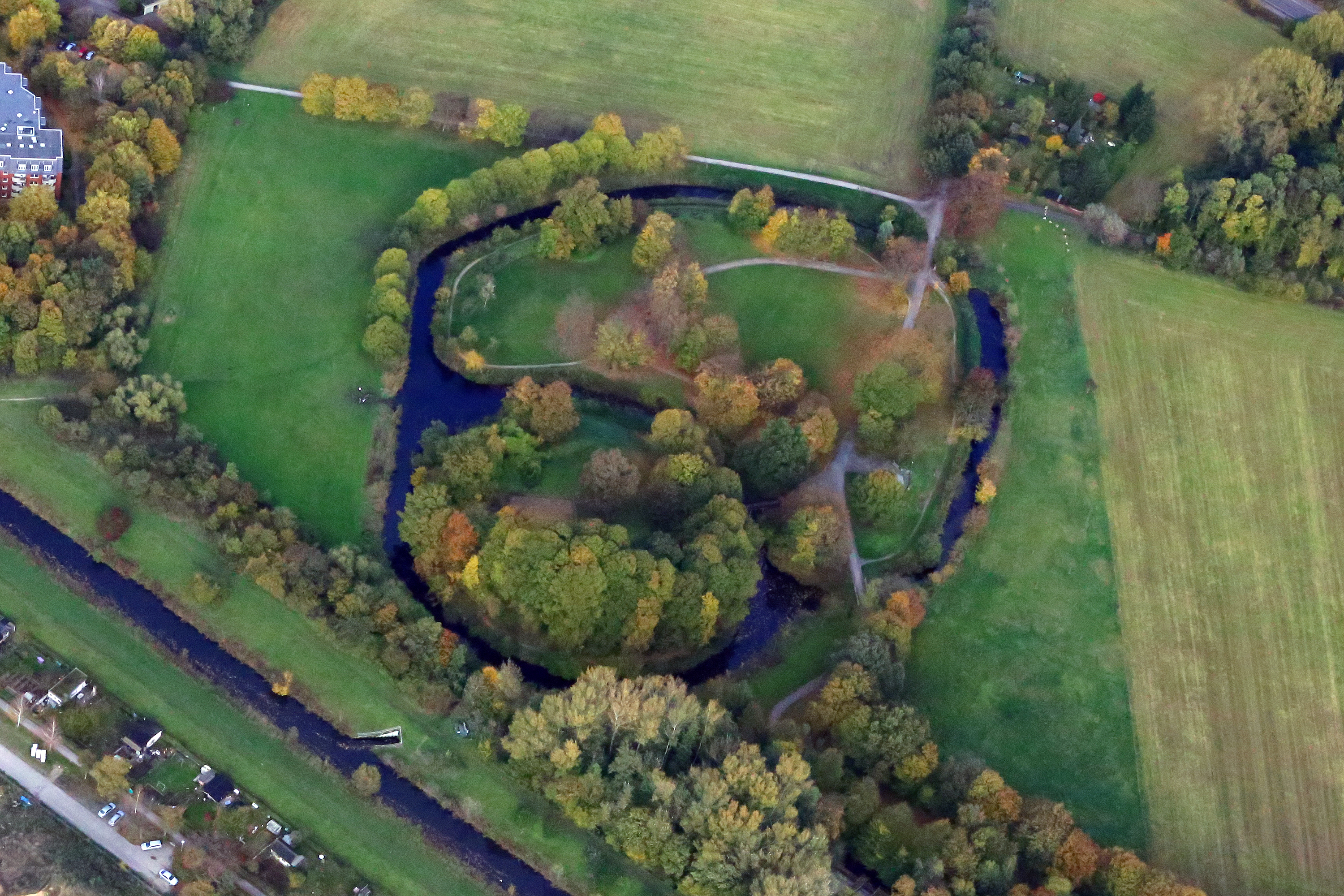
Burgstätte der Burg Mark

### Genealogie
1. Friedrich von Berg-Altena († 1198)
  1. Adolf I. von der Mark, († 1249), Begründer der Linie Mark, 1. Ehe: Lutgardis (Luitgard von Looz), möglicherweise Tochter des Gerhard von Looz, 2. Ehe: Irmgard von Geldern († nach 1230)
    1. Eberhard von Altena († 1241), ⚭ Matilde (Name ansonsten nicht bekannt)
      1. Namentlich unbekannte Tochter, erwähnt 1243.

    2. Gerhard von Altena, Bischof von Münster († 1272)
    3. Graf Otto von Altena († 1269), ⚭ Ermgard von Holte
    4. Graf Engelbert I. von der Mark († 1277 bei Bredevoort, begraben bei Cappenberg), 1. Ehe: Kunigunde von Bliescastel, 2. Ehe: Elisabeth von Falkenburg
      1. Eberhard I. von der Mark († 1308), Herrscher der Mark, ⚭ (I) Irmgard von Berg-Limburg, ⚭ (II) Marie von Looz
        1. Engelbert II. von der Mark (* 1274; † 1328), Herrscher der Mark, ⚭ Mechtilde von Aremberg
          1. Adolf II. von der Mark († um 1347), Herrscher der Mark, ⚭ (I) Irmgard von Kleve, ⚭ (II) Margarete von Kleve
            1. Engelbert III. von der Mark (* 1330; † 1391), Herrscher der Mark
            2. Adolf III. von der Mark (* um 1334; † 1394), Herrscher der Mark, Bischof von Münster, Erzbischof von Köln, Graf von Kleve, ⚭ Margarete von Jülich
              1. Adolf II. (Kleve-Mark) (* 1373; † 1448), Herrscher der Mark, ⚭ Maria von Burgund, zu Nachkommen siehe Linie Kleve-Mark
              2. Dietrich II. von der Mark (* 1374; † 1398), Herrscher der Mark
              3. Gerhard von Mark zu Hamm (* 1419; † 1461), Herrscher der Mark

            3. Dietrich I. von der Mark (* 1336; 1406), Bischof von Lüttich
            4. Eberhard von der Mark, Priester in Münster
            5. Mechtild von der Mark ⚭ Eberhard von Isenburg-Grenzau
            6. Margaret von der Mark († 1409) ⚭ 1357 Graf Johann I. von Nassau-Dillenburg († 1416)
            7. Elisabeth, ⚭ vor 1361 Gumprecht von Heppendorf

          2. Engelbert III. von der Mark (Köln) (* 1304; † 25. August 1368), Erzbischof von Köln
          3. Eberhard I. von der Marck-Arenberg († 1387), ⚭ 1351 Marie von Looz († 1400), Stammvater des Hauses Mark-Arenberg
          4. Matilda von der Mark († vor 1327) ⚭ Gottfried III. von Sayn († 1327)
          5. Irmgard von der Mark († 1360) ⚭ Otto I. zur Lippe († 1360)
          6. Katharina von der Mark († 1360), 1337 bis 1360 Äbtissin des Stifts Essen
          7. Maraget von der Mark, Äbtissin von Münster
          8. Richardis von der Mark († nach dem 28. Februar 1384) ⚭ vor dem 16. Oktober 1344 Bernhard V. zur Lippe († 1364/65)

        2. Adolf II. von der Mark (Lüttich) (* 1288; † 1344) Bischof von Lüttich
        3. Konrad von der Mark († 1353) ⚭ Elisabeth von Kleve
        4. Margaret von der Mark ⚭ Graf Gerhard von Katzenelnbogen
        5. Irmgard von der Mark
        6. Katherine von der Mark, Äbtissin von Fröndenberg (* um 1293)
        7. Kunigunde von der Mark († nach dem 25. Februar 1343) ⚭ 1320 Dietrich II. von Looz und Chiny († 1361)
        8. Engelbert von der Mark, Herr zu Loverval, nachgewiesen 1329/1362 ⚭ Isabelle von Hamal (Haus Hamal)
          1. Engelbert von der Mark, Herr zu Vogelsang, Loverval und Walhain († 1422), ⚭ Marie de Seraing
          2. Johann von der Mark († 1387)
          3. Elisabeth von der Mark († nach 1420) ⚭ Gerard de Bastogne, Burggraf von Durbuy

        9. Johanna von der Mark († nach 1358) ⚭ Philipp von Wildenberg
        10. Richarda von der Mark ⚭ Johann von Reifferscheid

      2. Agnes von der Mark ⚭ Heinrich von Berg und Windeck
      3. Richarda ⚭ Graf Otto III. von Tecklenburg († 1285)
      4. Sofie von der Mark ⚭ Ludwig von Ziegenhain
      5. Gerhard von der Mark Herr zu Reckheim († nach 1344) ⚭ Elizabeth de Dommartin
        1. Isabelle, ⚭ Bertrand de Liers († 1391)

      6. Matilda (Mechthild) von der Mark ⚭ Florenz Berthout de Malines (Herr zu Mechelen)
      7. Adelaide (Adelheid) von der Mark ⚭ Herzog Otto von Kleve
      8. unehelicher Sohn: Engelbert genannt Franz, Abt von Amay († 1330)

    5. Richarde, erwähnt 1270, ⚭ Graf Otto von Dale

  2. Friedrich (III.) von Altena (erstmals 1199 beurkundet; 1222 letztmals urkundlich erwähnt[5]

## Wappen

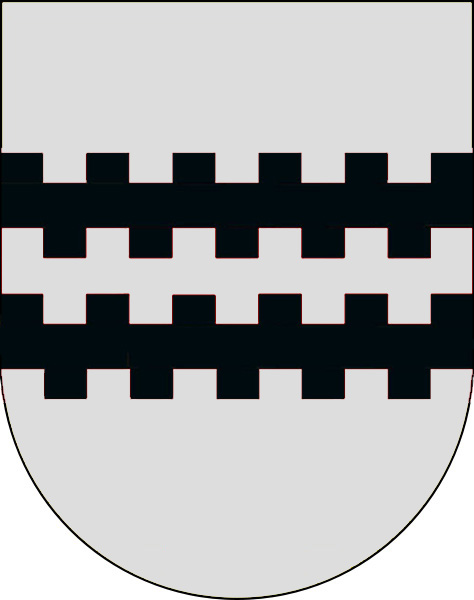
Wappen des ersten Grafenhauses von Berg
Wappen der Grafen von Altena
Wappen der Grafen von Limburg
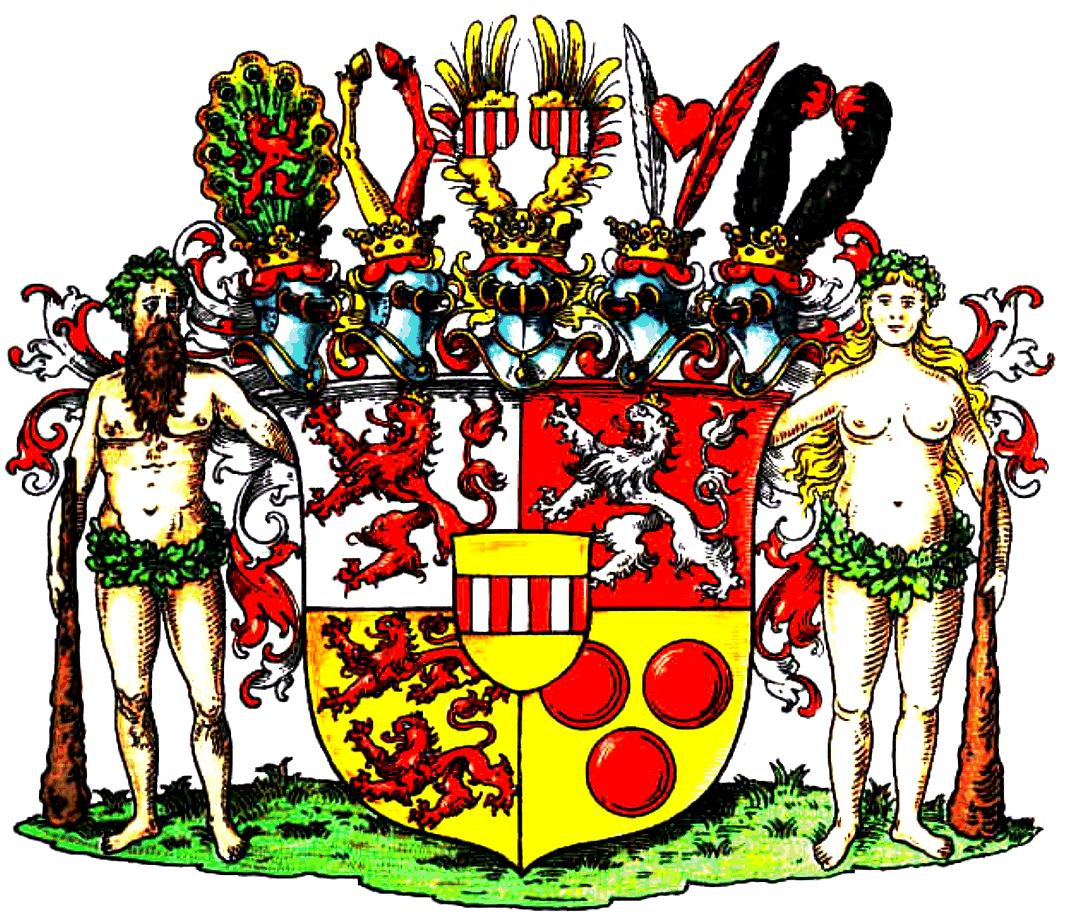
Wappen der Grafen von Limburg-Stirum
Wappen der Grafen von der Mark